# 森岡龍
森岡 龍（もりおか りゅう、1988年〈昭和63年〉2月15日 - ）は、日本の俳優、映画監督。株式会社マイターン・エンターテイメント  所属。同、代表取締役。

## 人物・来歴
東京都出身（北海道生まれ）。身長175cm。血液型O型。趣味は映画鑑賞。2004年（平成16年）、映画『茶の味』でデビュー。
成城学園高等学校、多摩美術大学造形表現学部映像演劇学科卒業。同大学在学中にぴあフィルムフェスティバルに入選するなど、映画監督としても活動。大学の卒業制作でもある『ニュータウンの青春』は、ぴあフィルムフェスティバルでホリプロ・エンタテイメント賞を受賞し、釜山国際映画祭の「アジアの窓」部門に出品され、劇場公開も果たした。
2016年（平成28年）に出演した映画『エミアビのはじまりとはじまり』で演じた漫才コンビ「エミアビ」のコンビ名で、前野朋哉とともにM-1グランプリ2016に出演し、予選の1回戦を突破した。
2017年（平成28年）、デビュー時から所属していた芸能事務所ブレスより独立し、「マイターン・エンターテイメント」（森岡の個人事務所）を設立。
2019年（令和元年）には、明後日HR『業者を待ちながら』で初めて舞台の演出を手掛ける。
2020年（令和2年）、イギリスで開催された映画祭「I WILL TELL INTERNATIONAL FILM FESTIVAL 2020」では、映画『地の塩 山室軍平』が選出され、最優秀主演男優賞を受賞。
2022年（令和4年）1月1日、前年の2021年（令和3年）12月末にフジテレビドラマ制作センター所属のディレクター、並木道子と結婚したことを自身のSNSにて発表した。
2023年（令和5年）、映画『LONESOME VACATION』で初めてプロデューサーを務める。本作はドイツで開催された第24回ニッポンコ・ネクションに選出され、[Nippon Visions Jury Award/ニッポン・ヴィジョンズ審査員賞]を受賞。

## 出演
太字は主演、もしくはメインキャラクター。

### 映画
- 茶の味（2004年、石井克人監督） - 柿沼 役
- 亡国のイージス（2005年、阪本順治監督） - 菊政克美 役
- ナイスの森〜The First Contact〜「HMV編」「安田君・よしこ編」（2006年、石井克人監督） - 安田君 役
- iRume－射る眼－（2006年、渡辺武監督） - 斉藤勝也 役
- 東京・オブ・ザ・デッド-3日-（2006年、山本政志監督） - ノブ 役
- TWO LOVE〜二つの愛の物語〜（2006年、橋本直樹監督） - 河原大悟 役
- 着信アリ Final（2006年、麻生学監督） - 塚本浩之 役
- 13の月（2006年、池内博之監督） - 少年期・吉岡佑 役
- Sea of Dreams（2006年、佐藤太監督） - 友田健一 役
- join（2007年、、白石和彌監督） - リョウイチ 役
- saru phase three（2007年、葉山陽一郎監督） - 首藤透 役
- グミ・チョコレート・パイン（2007年、ケラリーノ・サンドロヴィッチ監督） - カワボン 役
- 赤鬼ブルース（2007年、木村理沙監督） - 石野朝陽 役
- LARGO（2007年、山田咲監督） - 青山光男 役
- 双龍伝（2007年、渡辺武監督） - 北村守 / 北村勇太 役
- 世界の果て（2007年、斉藤久志監督） - 岸田義孝 役
- 16 ［jyu-roku］（2007年、奥原浩志監督）
- クリアネス（2008年、篠原哲雄監督）
- 山のあなた〜徳市の恋〜（2008年、石井克人監督）
- 春のシオンで（2008年、吉村真悟監督） - 達也 役
- 架空の恋人（2008年、瀬川浩志監督） - 聡 役
- 容疑者Xの献身（2008年、西谷弘監督）
- むずかしい恋（2008年、益子昌一監督）- 祐司 役
- ハッピーフライト（2008年、矢口史靖監督） - 中村弘樹 役
- 亀（2009年、池田将監督）- 主演
- そらそい（2009年、石井克人監督・三木俊一郎監督・オースミユーカ監督）
- オンナゴコロ（2009年、松田礼人監督）
- 色即ぜねれいしょん（2009年、田口トモロヲ監督） - 池山 役
- スラッカーズ（2009年、村松正浩監督）- 太田広志 役
- カケラ（2010年、安藤桃子監督） - 鉄 役
- 川の底からこんにちは（2010年、石井裕也監督） - 川上良男 役
- 君と歩こう（2010年、石井裕也監督） - 佐伯ノリオ 役
- 夢！イケメン大変身！（2010年、石井裕也監督）- 主演
- クリスマスの夜空に（2010年、宇賀那健一監督）- 主演
- REDLINE（2010年、小池健監督）
- 書道ガールズ!! わたしたちの甲子園（2010年、猪股隆一監督） - 中野卓也 役
- 紙風船（2011年、廣原暁・他共同監督） - 大隅 役
- あぜ道のダンディ（2010年、石井裕也監督） - 宮田俊也 役
- 見えないほどの遠くの空を（2011年、榎本憲男監督） - 高橋賢 役
- 東京オアシス（2011年、松本佳奈監督×中村佳代監督） - 映画館の従業員 役
- ハラがコレなんで（2011年、石井裕也監督） - リサイクル業者 役
- 東京プレイボーイクラブ（2012年、奥田庸介監督）
- 11・25自決の日 三島由紀夫と若者たち（2012年、若松孝二監督） - 全共闘の学生 役
- あさっての森（2012年、三木俊一郎監督）
- ツチノコに合掌（2012年、池田将監督）- 主演
- 青の光線（2012年、西原孝至監督）- サンジ 役
- 豪速球（2012年、土屋哲彦監督）- 主演
- 舟を編む（2013年4月13日公開、石井裕也監督） - 江川 役
- 超能力研究部の3人（2014年12月6日公開、山下敦弘監督） - メイキング監督 役
- ハロー！純一（2014年公開、石井克人監督）- タカオさん 役
- 禁忌（2014年公開、和島香太郎監督） - 二瓶一 役
- イニシエーション・ラブ（2015年5月23日公開、堤幸彦監督）- 望月大輔 役
- ピース オブ ケイク（2015年9月5日公開、田口トモロヲ監督）- キンジ 役
- かぐらめ（2015年10月24日公開、奥秋泰男監督） - 田村翔 役
- モーターズ（2015年11月14日公開、渡辺大知監督）
- エミアビのはじまりとはじまり（2016年9月3日公開、渡辺謙作監督） - 実道 役（前野朋哉とダブル主演）[9]
- 彼岸島 デラックス（2016年10月15日公開、渡辺武監督） - 加藤 役
- 雨にゆれる女（2016年11月19日公開、半野喜弘監督）
- PARKS パークス（2017年4月22日公開、瀬田なつき監督） - 晋平 役
- ろんぐ・ぐっどばい 〜探偵 古井栗之助〜（2017年5月20日公開、いまおかしんじ監督） - 古井栗之助 役
- 密使と番人（2017年7月22日公開、三宅唱監督） - 道庵 役
- 3月のライオン 前・後編（2017年公開、大友啓史監督）- 重田 役
- 望郷（2017年9月16日公開、菊地健雄監督） - 平川聡 役
- 地の塩 山室軍平（2017年10月21日公開、東條政利監督） - 山室軍平 役
- 最低。（2017年11月25日公開、瀬々敬久監督） - 日比野 役
- 榎田貿易堂（2018年6月9日公開、飯塚健監督） - 落合清春 役[10]
- 五億円のじんせい（2019年7月20日公開、ムン・ソンホ監督） - 丹波充 役
- マチネの終わりに（2019年11月1日公開、西谷弘監督） - 中村郁夫 役
- 東京の恋人（2020年6月27日公開、下社敦郎監督） - 大貫立夫 役[11][12]
- 葵ちゃんはやらせてくれない（2021年5月15日、いまおかしんじ監督、キングレコード）‐ 川下先輩 役
- シチュエーション ラヴ（2021年8月6日公開、桜井亜美監督） - ニシ 役
- ONODA 一万夜を越えて（2021年10月8日公開、アルチュール・アラリ監督） - 二俣分校の生徒 役
- われ弱ければ 矢嶋楫子伝（2022年2月11日公開、山田火砂子監督） - 山室軍平 役
- プレイヤーズ・トーク（2022年12月24日公開） - 並木道夫 役
- 怪物 (2023年6月2日公開、是枝裕和監督)  - 神崎信次 役
- 死に損なった男（2025年2月21日公開、田中征爾監督） - 沢本五郎 役[13]

### テレビドラマ
- 4TEEN（2004年7月25日、WOWOW、廣木隆一監督）
- 劇団演技者。 第17回公演作「レプリカ」（2006年4月12日 - 5月3日、フジテレビ） - 楠 役
- ゴッドハンド輝（2009年、TBS） - 下山天 役
- いちごゼミナール（2009年、KDDI）- 男子生徒 役
- 天使のわけまえ（2010年、NHK総合） - 拓 役
- LADY〜最後の犯罪プロファイル〜 Episode3（2011年1月21日、TBS） - 内村健一 役
- 深夜食堂 第2シリーズ 第15話「缶詰」（2011年11月10日、毎日放送、山下敦弘監督） - ゲンキ 役
- 推定有罪（2012年3月25日 - 4月22日、WOWOW） - 吉田恵一 役
- 東野圭吾ミステリーズ 第6話「シャレードがいっぱい」（2012年8月16日、フジテレビ、石井克人監督） - 若宮刑事 役
- ゴーイング マイ ホーム（2012年、関西テレビ、是枝裕和監督） - 山岡 役
- あまちゃん（2013年、NHK総合） - 若き日の黒川正宗 役
- 人生、成り行き 天才落語家・立川談志 ここにあり（2013年8月11日・8月18日、NHK BSプレミアム）
- 刑事吉永誠一 涙の事件簿 第2話（2013年10月18日、テレビ東京） - 柄本繁 役
- 人生ごっこ（2013年12月22日、フジテレビ） - 灰原洋二郎 役
- 人質の朗読会（2014年3月8日、WOWOW）
- 結婚させてください!! エピソード4「お義母さまはモンスター」（2014年6月2日 - 6日、NOTTV、冨永昌敬監督）
- 謎解きLIVE 第2弾～第4弾（2014年9月・2015年7月・2016年1月、NHK BSプレミアム）- 神戸青 役
- おやじの背中 第10話「北別府さん、どうぞ」（2014年9月14日、TBS）
- 土曜ワイド劇場 福原警部5（2014年9月20日、テレビ朝日）- 小野正（青年期） 役
- 水曜ミステリー9 罪火（2014年12月10日、テレビ東京） - 岸本陽介 役
- 怪奇恋愛作戦 第7話・第8話（2015年2月21日・28日、テレビ東京） - 九十九一人 役
- 天皇の料理番（2015年4月26日 - 7月12日、TBS） - 秋山蔵三郎 役
- 土曜ドラマ 64 第4話・第5話（2015年5月9日・16日、NHK総合） - 落合由季也 役
- 予告犯 -THE PAIN-（2015年6月7日 - 7月5日、WOWOW） - 新谷昴 役
- 洞窟おじさん（2015年7月20日、NHK BSプレミアム）- 支援施設職員 役
- 山本周五郎人情時代劇 第4話「お美津簪」（2015年11月10日、BSジャパン） - 正吉 役
- コウノドリ 第8話（2015年12月4日、TBS） - 土屋昌和 役
- いつかこの恋を思い出してきっと泣いてしまう（2016年1月18日 - 3月23日、フジテレビ - 加持登 役
- きんぴか 第1話（2016年2月13日、WOWOW）
- 植物男子ベランダー SEASON3 第12話（2016年9月8日、NHK BSプレミアム）- コンビニ店長 役
- 神の舌を持つ男 第2話（2016年7月15日、TBS） - 若井刑事 役
- 踊る大空港、或いは私は如何にして踊るのを止めてゲームのルールを変えるに至ったか。（2016年11月1日 - 、ネスレシアター）- 水嶋 役
- コック警部の晩餐会 第8話（2016年12月7日、TBS）- 二代目店主の三郎 役
- カルテット 第5話・第7話（2017年2月14日・28日、TBS） - 別府圭 役
- フランケンシュタインの恋（2017年4月23日 - 6月25日、日本テレビ） - 牛久輝成 役
- 許さないという暴力について考えろ（2017年12月26日、NHK総合）- 中村 役
- モンテ・クリスト伯-華麗なる復讐-（2018年4月19日 - 6月14日、フジテレビ）- 国見悠馬 役
- 特捜9 第8話（2018年5月30日、テレビ朝日） - 水上翔 役
- 義母と娘のブルース 第3話・第4話・第6話（2018年7月24日・31日・8月14日、TBS） - 山口先生 役
- グッド・ドクター  第6話（2018年8月16日、フジテレビ） - 水野悟 役
- 真犯人（2018年9月23日 - 10月21日、WOWOW） - 間島健二 役
- ドロ刑 -警視庁捜査三課- 第5話・第9話（2018年11月10日・12月8日、日本テレビ） - 木元昌平 役
- The Fake Show（2018年12月12日、Youtube Originals）- 赤星藤雄 役
- 電影少女 -VIDEO GIRL MAI 2019-（2019年4月12日 - 6月28日、テレビ東京） - 沢村雄介 役
- 悪党〜加害者追跡調査〜（2019年5月12日 - 6月16日、WOWOW） - 柏木俊之 役
- 監察医 朝顔 第3話（2019年7月29日、フジテレビ） - 井上雄一 役
- G線上のあなたと私 第1話・第2話・第4話・第5話（2019年10月15日・22日・11月5日・12日、TBS） - 村野智史 役[14]
- 乃木坂シネマズ～STORY of 46～ 第9話「脆弱性」（2020年3月18日、フジテレビ）- 広田裕次郎 役
- 東京男子図鑑（2020年5月1日 - 7月3日、カンテレ） - 川井一馬 役
- スポットライト 第11話「ストックフォト」（2020年9月15日、TOKYO MX）- 森岡刑事 役（劇中劇のみの出演）
- セイレーンの懺悔（2020年10月18日、WOWOW）- 杉本隆司 役
- 天国と地獄〜サイコな2人〜 最終話（2021年3月21日、TBS）- 鹿児島県警刑事 役[15]
- イチケイのカラス 第8話（2021年5月24日、フジテレビ） - 潮川拓馬 役[16]
- ミステリと言う勿れ 最終話（2022年3月28日、フジテレビ） - 月岡桂 役
- インビジブル 第1話（2022年4月15日、TBS） - 我孫子和重 役
- ダブル 第2話（2022年6月11日、WOWOW）- 監督 役
- クロサギ 第1話（2022年10月21日、TBS） - 太田 役[17]
- 家族だから愛したんじゃなくて、愛したのが家族だった（2023年5月14日- 、NHK BSプレミアム、大九明子監督）- 細貝翔 役
- らんまん 第104話（2023年8月24日、NHK総合） - 相島圭一 役
- OZU 〜小津安二郎が描いた物語〜 第5話「東京の女」（2023年12月10日、WOWOW）- 佐藤 役[18]
- デフ・ヴォイス 法廷の手話通訳士（2023年12月16日 - 23日、NHK総合） - 能美和彦 役
- 瓜を破る（2024年1月24日-3月20日、TBS）- 染井秀直 役
- 錦糸町パラダイス（2024年7月13日- 9月28日、テレビ東京）- 遠田貴大 役
- 問題物件 第4話（2025年2月5日、フジテレビ） - 塚本登 役[19]

### 舞台
- 芝居噺 名人長二（2017年5月25日 - 6月4日、紀伊國屋ホール）- 兼松 役
- 朗読劇 詠む読む（2019年3月29日、海老名市文化会館）- 満島ひかり×森岡龍
- 芝居噺 後家安とその妹（2019年5月25日 - 6月4日、紀伊国屋ホール) - 福蔵 役
- 明後日HR 業者を待ちながら（2019年12月17日 - 22日、下北沢小劇場楽園）- 木下コアラ 役
- 盆栽（2020年2月5日 - 9日、渋谷伝承ホール）- ベン 役
- わが花（2021年5月19日 - 30日、新宿雑遊）- フォービアン・バワーズ 役
- 幸福論（2023年3月15日 - 19日、新宿シアタートップス）- 窪 役

### CM
- ヤマハ「メロっちゃ」（2003年）
- NHK「公共放送キャンペーン」（2003年）
- ソニー銀行「HOUSING LOAN」（2004年）
- ベネッセ「中学講座・高校講座」（2004年）
- ライブドア 企業CM（2004年）
- ソニー・コンピュータエンタテインメントPSPソフト「ポポロクロイス物語 ピエトロ王子の冒険」（2005年）
- 河合塾 企業CM（2005年）
- NHK・BSハイビジョン「ライブハウス」篇（2005年）
- 三井不動産 企業CM（2005年）
- インテル「CACTUS」（2005年）
- 集英社「集英社文庫」（2006年）
- バンダイナムコ「鉄拳ダークリザレクション」（2006年）
- ロッテ「エアーズ」（2006年）
- NTT「フレッツ光」（2007年）
- シチズンホールディングス 企業CM（2007年）
- KDDI「au “ 誰でも割”」「仲間さん着信」篇（2007年）
- キヤノン「プリンター」（2007年）
- 日本ガイシ 企業CM「やるじゃんハニセラム」編、「やるじゃんNAS」編（2007年）
- ほっともっと「美大生」編（2008年）
- NHK/AC共同キャンペーン「コエだしてエコ」（2008年）
- ヒト・コミュニケーションズ 企業CM（2009年）
- JT 企業CM（2010年 - ）
- ANA 企業CM（2011年）
- 大戦乱!!三国志バトル 三国志バトル「プレイヤー in 三顧の礼」篇 （2013年）
- 日清食品・日清麺職人「奥さま目線で」篇（2015年）
- かんぽ生命「かんぽつながる安心活動 家族も一緒に」篇（2018年）
- LIFE LABEL「ZERO-CUBE TOOLS」（2019年）
- 日本マクドナルド「モバイルオーダー テイクアウト」編（2019年）
- ショーワグローブ「TEMRES 03advance」（2020年）
- キリン・一番搾り「2年越しに伝えたかったこと」篇（2022年）

### PV
- 浜田省吾「Thank You」（2005年）
- CANCION「青春の影」（2006年）
- BUMP OF CHICKEN「涙のふるさと」（2006年、山崎貴監督）
- AKB48「桜の木になろう」（2011年、是枝裕和監督）
- HY「会いたい」（2014年、戸田彬弘監督）
- GACKT「P.S. I LOVE U」（2014年）

### その他
- RED もしくは天文館の火星人（2012年2月11日、NHK-FM）- 主演
- 小泉今日子のオールナイトニッポンGOLD（2017年5月12日、ニッポン放送）- ゲスト出演
- アレのはなし「アレの張り込み」（2020年、Spotify・Podcast・Anchor）- 夫 役
- TBSラジオ「禁断の告解室 by AudioMovie®[18禁] 」（2021年2月26日 - 3月26日、Apple Podcast・Spotify・Stitcher・YouTube・Amazon Music）- 玉盛誓史 役[20]
- 行方不明展 特別配信映像『正体不明』（2024年8月9日、PIA LIVE STREAM、近藤亮太監督） - 主演（杉田雷麟とダブル主演）[21]

## 監督・脚本・演出

### 映画
- つつましき生活（2007年） - ぴあフィルムフェスティバル2008入選[22][23]
- 風雲 都会的な男女（2009年）
- 硬い恋人（2010年） - ぴあフィルムフェスティバル2010入選
- 超夜明け（2010年）- ゆうばり国際映画祭2011正式出品
- Nostalgic Woods（2012年）- コンテンツ産業人材発掘育成事業作品
- ニュータウンの青春（2012年） - ぴあフィルムフェスティバル2011エンタテインメント賞（ホリプロ賞）、第16回釜山国際映画祭 「アジアの窓」部門招待作品
- 北風だったり、太陽だったり（2022年）
- プレイヤーズ・トーク（2022年）

### ドラマ
- スポットライト 第11話「ストックフォト」（2020年9月15日、TOKYO MX）
- 『I am…』23歳たち「打ち明けられない私の恋人」（2024年1月26日配信、FOD / 2月19日、フジテレビ） - 監督・脚本・出演[24][25][26]

### 舞台
- 明後日HR 業者を待ちながら（2019年12月17日 - 22日、下北沢小劇場楽園）

## プロデューサー

### 映画
・LONESOME VACATION（2023年）- 第24回ニッポンコ・ネクション[ニッポン・ヴィジョンズ審査員賞]